# Tripedaliidae
Tripedaliidae è una famiglia di meduse Cubozoa.
La famiglia Tripedaliidae include tutte le carybdeida che mostrano un dimorfismo sessuale a livello delle gonadi, ossia che producono spermatofori e dove i maschi possiedono delle sacche seminali sotto lo stomaco.
World Register of Marine Species distingue due generi per la famiglia.
ll ciclo vitale dei tripedalii è unico fra i celenterati e sono gli unici del phylum che mostrano un comportamento riproduttivo complesso. Il maschio e la femmina iniziano la copula nuotando ed allacciandosi con i tentacoli. Il maschio porta la bocca vicino a quella della femmina, producendo uno spermatoforo che viene così ingerito dalla compagna. La gestazione dura dai 2 ai 3 giorni, dopo i quali un nastro di embrioni viene rilasciato in acqua.

## Generi e specie
- Copula Moore, 1988
  - C. sivickisi Stiasny, 1926
- Tripedalia Conant, 1897
  - T. binata Moore, 1988
  - T. cystophora Conant, 1897